# Аромат дамы в чёрном
«Духи́ да́мы в чёрном» («Арома́т да́мы в чёрном») — детективный роман Гастона Леру из цикла «Приключения Рультабия». Продолжение романа «Тайна жёлтой комнаты». Печатался на страницах литературного приложения к газете L’Illustration с 26 сентября 1908 года по 2 января 1909 года. Отдельное издание вышло в сентябре 1908 г.

## Содержание
Преступник Балмейер (он же Ларсан) из романа «Тайна жёлтой комнаты» вовсе не погиб, как считалось, а продолжает преследовать Робера Дарзака и его жену Матильду. Действие переносится в замок на Лазурном берегу, неподалёку от границы с Италией. Репортёр Рультабий пытается сделать замок неприступным для злодея. Однако его приводит в смятение аромат дамы в чёрном.
По мнению исследователя В. Е. Балахонова, в этом романе Леру сильно выражено пародийное начало:
 ...главное место действия романа скорее напоминает произведения романтической литературы с её старинными замками и подземельями. Это форт Геркулес, организация обороны которого Рультабийлем носит почти комический характер... Пародийный характер носят и названия некоторых глав, долженствующие внушить читателю трепет: «Нас всех охватывает ужас», «Самый страшный полдень». Автор настолько запутывает действие, что временами даже рассказчик, некто Сенклер, от имени которого ведётся повествование, задумывается над вопросом: а уж не он ли сам и есть разыскиваемый преступник.

## Основные персонажи
- Жозеф "Рультабий" Жозефен, журналист, выступающий в роли детектива.
- Жан Сенклер, друг Рультабия, рассказчик.
- Фредерик "Фред" Ларсан, он же Балмейер, он же граф де Мопа, он же виконт Друэ Д’Эрлон, он же граф де Мотвиль, он же граф де Бонвиль — знаменитый бандит, мастер переодеваний.
- Матильда Дарзак, урождённая Стейнджерсон, молодая учёная.
- Робер Дарзак, её муж.
- Артур Ранс, владелец замка Геркулеса.
- Эдит, его жена.
- Старина Боб, рыбак.
- Князь Фёдор Фёдорович Галич.

## Экранизации
- Первая экранизация романа была осуществлена Эмилем Шотаром в 1914 году.
- В 1931 году свою версию романа снял известный режиссёр Марсель Л’Эрбье.
- В 1949 году книгу экранизировал Луи Дакен (по сценарию Владимира Познера-старшего); в главной роли снялся Серж Реджани.
- В 2005 году новую экранизацию романа осуществил Брюно Подалидес (при участии актёров, ранее снимавшихся в фильме Подалидеса «Тайна жёлтой комнаты», включая Пьера Ардити в роли Ларсана и Сабину Азема в роли Матильды).